# Djurgårdsloppet (motortävling)
Djurgårdsloppet (fi. Eläintarhan ajot ) var en finländsk motortävling som kördes i Djurgården, Helsingfors stad mellan 1932 och 1963.

## Historik
Det första loppet 1932 kallades Finlands Grand Prix och namnet Djurgårdsloppet kom först året därpå. Under 1930-talet tävlade man med Grand Prix-bilar, men även motorcyklar fanns med från första början. Första Djurgårdsloppet efter andra världskriget var ett rent mc-lopp, men därefter var även bilarna tillbaka. Nu tävlades med sportvagnar och mindre formelbilar.
I början av 1960-talet drabbades loppet av flera dödsolyckor och efter 1963 flyttades bilsporten till Käinby Motorstadion.

## Vinnare av Djurgårdsloppet

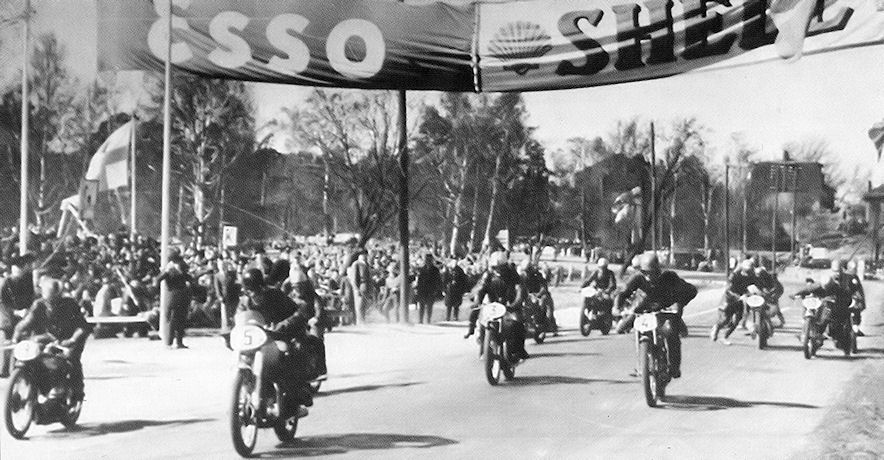
Mc-klassen i mitten av 1930-talet.

| År             | Förare                 | Bil                              | Kategori           |
| -------------- | ---------------------- | -------------------------------- | ------------------ |
| 1932           | Per-Viktor Widengren   | Mercedes-Benz SSK                | Grand Prix         |
| 1933           | Karl Ebb               | Mercedes-Benz SSK                | Grand Prix         |
| 1934           | Eugen Bjørnstad        | Alfa Romeo 8C 2300 Monza         | Grand Prix         |
| 1935           | Karl Ebb               | Mercedes-Benz SSK                | Grand Prix         |
| 1936           | Eugen Bjørnstad        | Alfa Romeo 8C 2300 Monza         | Grand Prix         |
| 1937           | Hans Rüesch            | Alfa Romeo 8C-35                 | Grand Prix         |
| 1938           | Ingen tävling          | Ingen tävling                    | Ingen tävling      |
| 1939           | Adolf Westerblom       | Alfa Romeo Monza                 | Grand Prix         |
| 1940 till 1945 | Inga tävlingar         | Inga tävlingar                   | Inga tävlingar     |
| 1946           | Endast motorcyklar     | Endast motorcyklar               | Endast motorcyklar |
| 1947           | Asser Wallenius        | Ford Roadster 1934               | Klass B            |
| 1947           | Helge Hallman          | Ford special                     | Formel Libre       |
| 1948           | Magnus Knutsson        | BMW                              | Klass A            |
| 1948           | Leo Mattila            | Ford Roadster                    | Klass B            |
| 1948           | S. P. J. Keinänen      | Chrysler special                 | Formel Libre       |
| 1949           | S. P. J. Keinänen      | BMW 328                          | Klass A            |
| 1951           | S. P. J. Keinänen      | Jaguar XK120                     | Produktion         |
| 1952           | Michael Head           | Jaguar XK120                     | Division +2000     |
| 1952           | Valdemar Stener        | Ferrari 166 MM Touring Barchetta | Division 2000      |
| 1952           | Roger Laurent          | Talbot-Lago T26C                 | Formel 1           |
| 1953           | Robert Nelleman        | Allard                           | +2000 GT           |
| 1953           | Valdemar Stener        | Ferrari 166 MM Touring Barchetta | 2000 GT            |
| 1953           | Rodney Nuckey          | Cooper T23                       | Formel 1           |
| 1953           | Curt Lincoln           | Cooper - Norton                  | Formel 3           |
| 1954           | Michael Head           | Jaguar C-Type                    | GT +2000           |
| 1954           | John Bengtsson         | Ferrari 166 MM Touring Barchetta | GT 2000            |
| 1954           | Rodney Nuckey          | Cooper - Bristol F2              | Formel Libre       |
| 1954           | Eric Brandon           | Cooper - Norton                  | Formel 3           |
| 1955           | Michael Head           | Jaguar D-Type                    | Division +2000     |
| 1955           | Curt Lincoln           | Jaguar C-Type                    | +2000 produktion   |
| 1955           | Joakim Bonnier         | Alfa Romeo 1900 Sprint           | 2000 produktion    |
| 1955           | Eric Brandon           | Cooper                           | Formel 3           |
| 1956           | Curt Lincoln           | Jaguar D-Type                    | +2000 produktion   |
| 1956           | Harry Saaristo         | Triumph TR2                      | 2000 produktion    |
| 1956           | John Kvarnström        | Ferrari 750 Monza                | +2000              |
| 1956           | Eric Brandon           | Halselec- Coventry Climax        | 2000               |
| 1956           | Eric Brandon           | Cooper                           | Formel 3           |
| 1957           | Joakim Bonnier         | Maserati 200S                    | S+2.0              |
| 1957           | Curt Lincoln           | Ferrari 500 TR                   | S 2.0              |
| 1957           | Arne Lindberg          | Mercedes-Benz 300 SL             | GT+2.0             |
| 1957           | J.A. Iversen           | Porsche 356 Carrera              | GT 2.0             |
| 1957           | Curt Lincoln           | Cooper Mark XI                   | Formel 3           |
| 1958           | Graham Whitehead       | Aston Martin DB3S                | Division +2000     |
| 1958           | Ivor Bueb              | Lotus 12 – Coventry Climax       | Division 2000      |
| 1958           | Curt Lincoln           | Ferrari 250 GT TDF               | GT +2000           |
| 1958           | Curt Lincoln           | Cooper T 42 Mark XII             | Formel 3           |
| 1959           | Carl-Otto Bremer       | Ferrari 750 Monza                | S+2.0              |
| 1959           | Curt Lincoln           | Cooper Monaco                    | S 2.0              |
| 1959           | Carl-Gunnar Hammarlund | Porsche 356 Carrera              | GT                 |
| 1959           | Curt Lincoln           | Cooper T 42 Mark XII             | Formel 3           |
| 1960           | Jimmy Blumer           | Cooper Monaco                    | S 2.0              |
| 1960           | Heimo Hietaranta       | Cooper - Norton                  | Formel 3           |
| 1960           | Curt Lincoln           | Cooper                           | Formel Junior      |
| 1961           | David Hitches          | Lola                             | 2000               |
| 1961           | Heimo Hietaranta       | Cooper - Norton                  | Formel 3           |
| 1961           | Carl-Otto Bremer       | Elva 100                         | Formel Junior      |
| 1962           | Carl-Gunnar Hammarlund | Porsche 356 Carrera              | GT +1300cc         |
| 1962           | Curt Lincoln           | Lotus Elite                      | GT 1300cc          |
| 1962           | Curt Lincoln           | Cooper T 42 Mark XII             | Formel 3           |
| 1962           | Varg-Olle Nygren       | Cooper T56                       | Formel Junior      |
| 1963           | Holger Laine           | Volvo PV 544                     | ST +1600cc         |
| 1963           | Timo Mäkinen           | Morris Mini Cooper               | ST 1150cc          |